# Valter Dario Maggi

Bischofswappen von Valter Dario Maggi

Valter Dario Maggi (* 12. August 1956 in Brignano Gera d’Adda, Provinz Bergamo, Italien) ist ein italienischer Geistlicher und emeritierter römisch-katholischer Bischof von Ibarra.

## Leben
Valter Dario Maggi studierte Philosophie und Theologie in Bergamo und empfing am 15. Juni 1985 die Priesterweihe. 1992 ging er als Missionar nach Ecuador und war fortan im Erzbistum Portoviejo tätig.
Papst Benedikt XVI. ernannte ihn am 19. Februar 2008 zum Titularbischof von Bossa und Weihbischof in Guayaquil. Der Erzbischof von Guayaquil, Antonio Arregui Yarza, spendete ihm am 5. April desselben Jahres die Bischofsweihe; Mitkonsekratoren waren Erzbischof Giacomo Guido Ottonello, Apostolischer Nuntius in Ecuador, und Francesco Pio Tamburrino OSB, Erzbischof von Foggia-Bovino.
Am 25. März 2011 wurde er durch Benedikt XVI. zum Bischof von Ibarra ernannt. Papst Franziskus nahm am 13. Oktober 2018 Maggis vorzeitiges Rücktrittsgesuch an.